# Taranto Cras Basket 2009-2010

## Roster 2009-2010
|    | Naz.                                       | Ruolo | Sportivo             | Anno | Alt. |  |  |
| -- | ------------------------------------------ | ----- | -------------------- | ---- | ---- |  |  |
| 4  | Stati Uniti (bandiera)                     | A     | Megan Mahoney        | 1983 | 183  |  |  |
| 5  | Italia (bandiera)                          | G     | Valentina Siccardi   | 1982 | 182  |  |  |
| 6  | Italia (bandiera)                          | P     | Martina Dimonte      | 1992 | 170  |  |  |
| 7  | Italia (bandiera)                          | P     | Angela Giannolla     | 1980 | 170  |  |  |
| 8  | Italia (bandiera)                          | P     | Anna Zimerle         | 1976 | 172  |  |  |
| 9  | Italia (bandiera)                          | A     | Sara Giauro          | 1979 | 190  |  |  |
| 10 | Italia (bandiera) · Brasile (bandiera)     | A     | Ilisaine Karen David | 1977 | 190  |  |  |
| 11 | Italia (bandiera) · Stati Uniti (bandiera) |       | Jami Montagnino      | 1985 | 186  |  |  |
| 12 | Belgio (bandiera)                          |       | Kathy Wambe          | 1981 | 173  |  |  |
| 13 | Francia (bandiera)                         | A     | Élodie Godin         | 1985 | 190  |  |  |
| 14 | Italia (bandiera) · Brasile (bandiera)     |       | Flávia Prado         | 1979 | 192  |  |  |
| 15 | Stati Uniti (bandiera)                     | A     | Rebekkah Brunson     | 1981 | 191  |  |  |
| 16 | Italia (bandiera)                          | A     | Anna Oliva           | 1993 | 179  |  |  |
| 20 | Italia (bandiera) · Stati Uniti (bandiera) | P     | Michelle Greco       | 1980 | 174  |  |  |

## Staff tecnico 2009-2010
- Allenatore:  Roberto Ricchini
- Vice-allenatore:  Mario Buccoliero
- Assistente:  Fabio Palagiano
- Preparatore atletico:  Cosimo Santarcangelo
- Fisioterapista:  Daria Zanardi
- Medico:  Fabrizio Novembre

## Società
- Presidente: Angelo Basile
- Vice presidente: Cosimo D'Antona
- Dirigente responsabile: Roberto Anelli
- Dirigente accompagnatore: Nicola De Florio - Gianluca Santoro
- Team manager: Pasquale Fasano
- Responsabile marketing: Michele Bozza
- Addetto agli arbitri: Luigi Bon
- Ufficio stampa: Alessandro Salvatore

## Stagione 2009-2010
Nella stagione 2009/10 Taranto Cras Basket figura come imbattuta dopo il girone di andata, essendo riuscito a vincere le 11 partite contro tutti gli avversari della Regular Season. Nel girone di ritorno, ancora imbattuta dopo 16 giornate, eguaglierà il record di 16 vittorie consecutive iniziali del decennio sinora detenuto dal Napoli e conquistato durante la stagione 2004/05. Seguirà la sconfitta contro Famila Schio per 74 a 61. Termina il campionato in solitario al primo posto con 42 punti e una sola sconfitta. Nei play-off scudetto il suo percorso è netto nei quarti e in semifinale. Vince 2-0 contro Umbertide e 3-0 contro l'Umana Venezia. In finale contro Famila Schio è costretta ad arrivare a gara 5, in cui, vincendo 64-52, conquista il terzo tricolore della sua storia, il primo conquistato davanti al proprio pubblico.
In questa stagione la Taranto Cras Basket fa il suo esordio nell'Euroleague, massima competizione europea, dalla quale, dopo aver superato il girone eliminatorio piazzandosi al 3º posto, verrà eliminata per opera del Fenerbahçe S.K. negli ottavi di finale.

### Regular Season A1 2009/10
| 10/10/2009 | Cras Basket Taranto | Como                | 70 | 46 |
| 18/10/2009 | Livorno             | Cras Basket Taranto | 52 | 73 |
| 25/10/2009 | Priolo              | Cras Basket Taranto | 72 | 77 |
| 01/11/2009 | Cras Basket Taranto | Umbertide           | 63 | 41 |
| 08/11/2009 | Napoli              | Cras Basket Taranto | 47 | 56 |
| 15/11/2009 | Cras Basket Taranto | S.S.Giovanni        | 73 | 60 |
| 22/11/2009 | Cras Basket Taranto | Schio               | 81 | 68 |
| 29/11/2009 | Pozzuoli            | Cras Basket Taranto | 62 | 65 |
| 06/12/2009 | Cras Basket Taranto | Parma               | 57 | 52 |
| 13/12/2009 | Faenza              | Cras Basket Taranto | 69 | 74 |
| 20/12/2009 | Cras Basket Taranto | Venezia             | 51 | 49 |

| 10/01/2010 | Como                | Cras Basket Taranto | 60 | 75 |
| 17/01/2010 | Cras Basket Taranto | Livorno             | 73 | 52 |
| 24/01/2010 | Cras Basket Taranto | Priolo              | 74 | 62 |
| 14/02/2010 | Cras Basket Taranto | Napoli              | 81 | 67 |
| 21/02/2010 | S.S.Giovanni        | Cras Basket Taranto | 52 | 59 |
| 28/02/2010 | Schio               | Cras Basket Taranto | 74 | 61 |
| 10/03/2010 | Umbertide           | Cras Basket Taranto | 62 | 73 |
| 14/03/2010 | Cras Basket Taranto | Pozzuoli            | 89 | 53 |
| 21/03/2010 | Parma               | Cras Basket Taranto | 64 | 70 |
| 28/03/2010 | Cras Basket Taranto | Faenza              | 72 | 70 |
| 05/03/2010 | Venezia             | Cras Basket Taranto | 52 | 59 |

### Classifica
|  |     | Classifica 2009-2010     | Pt | G  | V  | P  | CF   | CS   | Dif  |
|  | --- | ------------------------ | -- | -- | -- | -- | ---- | ---- | ---- |
|  | 1.  | Taranto Cras Basket      | 42 | 22 | 21 | 1  | 1526 | 1286 | +240 |
|  | 2.  | Club Atletico Faenza     | 34 | 22 | 17 | 5  | 1546 | 1326 | +220 |
|  | 3.  | Famila Wüber Schio       | 32 | 22 | 16 | 6  | 1542 | 1369 | +173 |
|  | 4.  | Umana Venezia            | 28 | 22 | 14 | 8  | 1506 | 1333 | +173 |
|  | 5.  | Erg Power&Gas Priolo     | 26 | 22 | 13 | 9  | 1504 | 1425 | +79  |
|  | 6.  | Pool Comense             | 20 | 22 | 10 | 12 | 1358 | 1446 | -88  |
|  | 7.  | Bracco Geas S.S.Giovanni | 20 | 22 | 10 | 12 | 1407 | 1447 | -40  |
|  | 8.  | Liomatic Umbertide       | 16 | 22 | 8  | 14 | 1326 | 1359 | -33  |
|  | 9.  | Lavezzini Parma          | 14 | 22 | 7  | 15 | 1258 | 1347 | -89  |
|  | 10. | GMA Pozzuoli             | 12 | 22 | 6  | 16 | 1336 | 1500 | -164 |
|  | 11. | Seral Wall Livorno       | 12 | 22 | 6  | 16 | 1228 | 1439 | -211 |
|  | 12. | Napoli Basket Vomero     | 8  | 22 | 4  | 18 | 1334 | 1594 | -260 |

### Play-off
|  | Quarti di finale | Quarti di finale   | Quarti di finale   |                    |                    | Semifinali | Semifinali | Semifinali |  |  | Finali | Finali  | Finali |
|  |                  |                    |                    |                    |                    |            |            |            |  |  |        |         |        |
|  | 1                | Taranto            | 2                  |                    |                    |            |            |            |  |  |        |         |        |
|  | 8                | Liomatic Umbertide | 0                  |                    |                    |            |            |            |  |  |        |         |        |
|  | 8                | Liomatic Umbertide | 0                  |                    | 1                  | Taranto    | 3          |            |  |  |        |         |        |
|  |                  |                    |                    |                    | 1                  | Taranto    | 3          |            |  |  |        |         |        |
|  |                  | 4                  | Umana Venezia      | 0                  |                    |            |            |            |  |  |        |         |        |
|  | 4                | 4                  | Umana Venezia      | 0                  | Umana Venezia      | 2          |            |            |  |  |        |         |        |
|  | 4                |                    |                    |                    | Umana Venezia      | 2          |            |            |  |  |        |         |        |
|  | 5                | Priolo             | 1                  |                    |                    |            |            |            |  |  |        |         |        |
|  |                  |                    |                    |                    |                    |            |            |            |  |  | 1      | Taranto | 3      |
|  |                  |                    | 3                  | Famila Wüber Schio | 2                  |            |            |            |  |  |        |         |        |
|  | 2                | Faenza             | 2                  |                    |                    |            |            |            |  |  |        |         |        |
|  | 7                | Geas S.S.Giovanni  | 0                  |                    |                    |            |            |            |  |  |        |         |        |
|  | 7                | Geas S.S.Giovanni  | 0                  |                    | 2                  | Faenza     | 1          |            |  |  |        |         |        |
|  |                  |                    |                    |                    | 2                  | Faenza     | 1          |            |  |  |        |         |        |
|  |                  | 3                  | Famila Wüber Schio | 3                  |                    |            |            |            |  |  |        |         |        |
|  | 3                | 3                  | Famila Wüber Schio | 3                  | Famila Wüber Schio | 2          |            |            |  |  |        |         |        |
|  | 3                |                    |                    |                    | Famila Wüber Schio | 2          |            |            |  |  |        |         |        |
|  | 6                | Pool Comense       | 1                  |                    |                    |            |            |            |  |  |        |         |        |

### Quarti di finale

#### (1) Taranto Cras Basket vs. (8) Liomatic Umbertide
| 10 aprile 2010, ore 20:30 | Taranto Cras Basket | 83 – 52 | Liomatic Umbertide | PalaMazzola, Taranto (TA) |

| 13 aprile 2010, ore 19:00 | Liomatic Umbertide | 61 – 81 | Taranto Cras Basket | Palazzetto via Morandi, Umbertide (PG) |

### Semifinali

#### (1) Taranto Cras Basket vs. (4) Umana Venezia
| 21 aprile 2010, ore 20:30 | Umana Venezia | 45 – 56 | Taranto Cras Basket | Palasport Taliercio, Mestre (VE) |

| 24 aprile 2010, ore 20:30 | Taranto Cras Basket | 62 – 59 | Umana Venezia | PalaMazzola, Taranto (TA) |

| 27 aprile 2010, ore 20:30 | Taranto Cras Basket | 70 – 57 | Umana Venezia | PalaMazzola, Taranto (TA) |

### Finali

#### (1) Taranto Cras Basket vs. (3) Famila Wüber Schio
| 5 maggio 2010, ore 20:30 | Famila Wüber Schio | 58 – 66 | Taranto Cras Basket | Palasport Campagnola, Schio (VI) |

| 8 maggio 2010, ore 20:30 | Taranto Cras Basket | 68 – 58 | Famila Wüber Schio | PalaMazzola, Taranto (TA) |

| 11 maggio 2010, ore 20:30 | Taranto Cras Basket | 62 – 69 | Famila Wüber Schio | PalaMazzola, Taranto (TA) |

| 13 maggio 2010, ore 20:30 | Famila Wüber Schio | 56 – 53 | Taranto Cras Basket | Palasport Campagnola, Schio (VI) |

| 16 maggio 2010, ore 18:00 | Taranto Cras Basket | 64 – 52 | Famila Wüber Schio | PalaMazzola, Taranto (TA) |

## Palmarès 2009-2010
- Scudetto (3º titolo)

(2009-10)

- Supercoppa italiana (2º titolo)